# Maximilian Grabner
Maximilian Grabner, född 2 oktober 1905 i Wien, Österrike-Ungern, död 24 januari 1948 i Kraków, Polen, var en österrikisk SS-Untersturmführer. Han var chef för den politiska avdelningen (Lager-Gestapo) i Auschwitz. Som Untersturmführer innehade Grabner högst tjänstegrad bland de österrikiska SS-männen i Auschwitz.

## Biografi

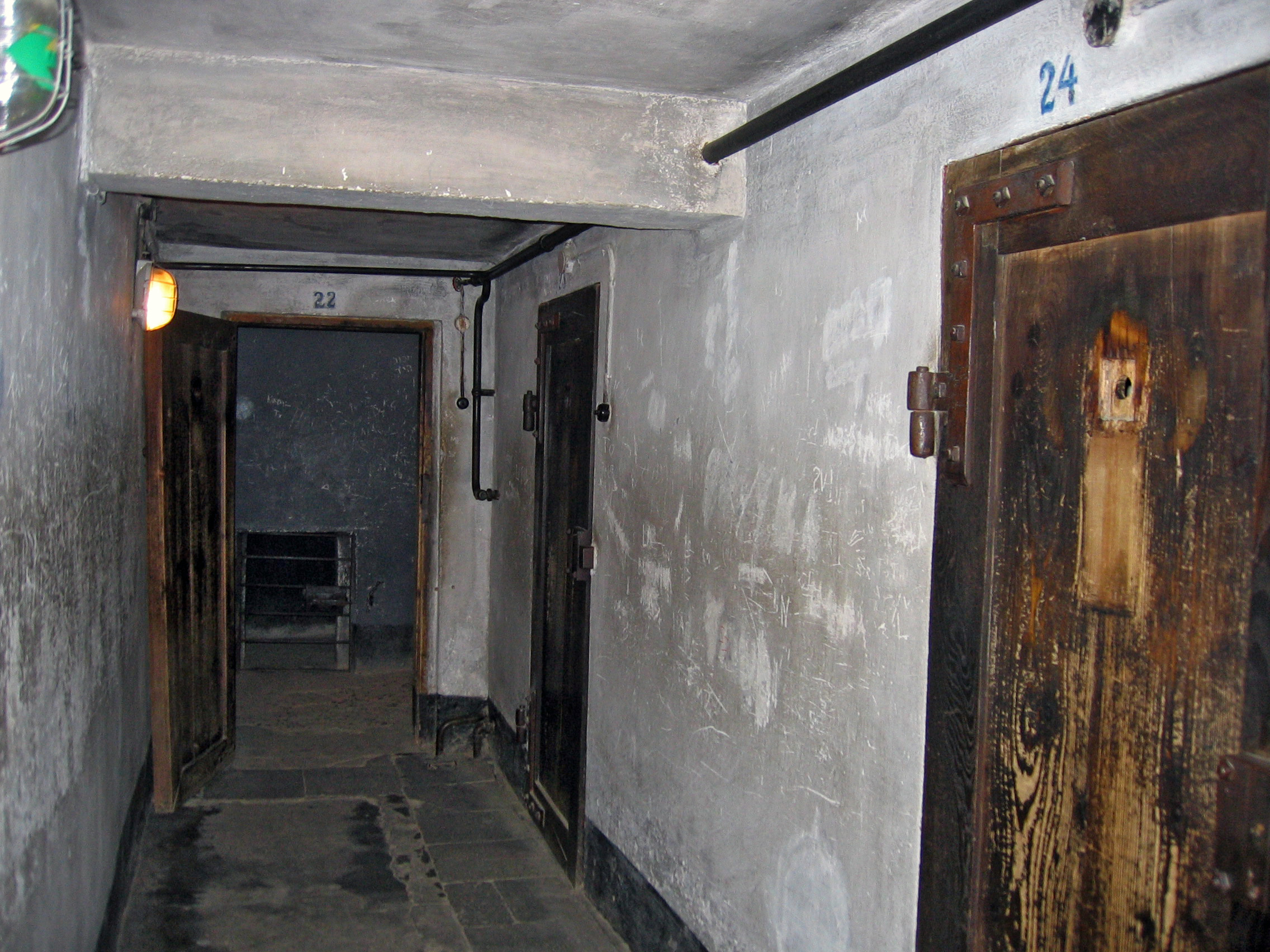
Korridor med celler i Block 11 i Auschwitz.

Maximilian Grabner var utbildad skogshuggare. Efter Anschluss, Tysklands annektering av Österrike 1938, inträdde Grabner i SS och stationerades året därpå vid Gestapo i Kattowitz. Auschwitz ingick i polisdistriktet Kattowitz och i juni 1940 kommenderades Grabner till detta läger för att leda den politiska avdelningen. I Auschwitz styrde Grabner Block 11, där fångar torterades och arkebuserades. Till Block 11 sändes även personer som dömts av polisdomstolen i Kattowitz. Chefen för polisdomstolen, Rudolf Mildner, besökte Auschwitz vid upprepade tillfällen. Som chef för Gestapo i Auschwitz ansvarade Grabner för säkerheten i lägret, bland annat att bekämpa motstånd bland fångarna och att förhindra flyktförsök. De fångar, som misstänktes utgöra en säkerhetsrisk, utsattes för mycket hårdhänta förhör av en av Grabners underordnade, Wilhelm Boger, som gjorde sig ökänd för sin sadism. Enligt ögonvittnen talade Grabner till nyanlända judar utanför Birkenaus gaskamrar och försäkrade dessa om att de skulle få en varm dusch och därefter serveras soppa.
Den 1 december 1943 avsattes Grabner från sin post i Auschwitz och greps på order av SS-domaren Konrad Morgen, som utredde oegentligheter och korruption bland lägerpersonalen. Grabner ställdes året därpå inför en SS-domstol, åtalad för att självsvåldigt ha beordrat arkebusering av 2 000 lägerfångar. Han stod även åtalad för stöld och korruption. Åklagaren yrkade på 12 års fängelse, men då chefen för Gestapo, Heinrich Müller, vägrade att samarbeta med SS-domstolen, rann åtalet mot Grabner ut i sanden. Efter andra världskrigets slut greps Grabner av de allierade, som utlämnade honom till Polen. I Kraków ställdes Grabner inför rätta vid Auschwitzrättegången, tillsammans med bland andra Arthur Liebehenschel och Maria Mandl. Grabner dömdes till döden för brott mot mänskligheten och avrättades genom hängning.